# 內格羅德馬亞斯克爾山

內格羅德馬亞斯克爾山

0°49′39″N 77°57′52″W / 0.82750°N 77.96444°W
內格羅德馬亞斯克爾山（西班牙語：Cerro Negro de Mayasquer），是南美洲的火山，位於哥倫比亞和厄瓜多爾接壤的邊境，處於奇萊斯火山西北面3公里，海拔高度4,445米，山體在更新世期間形成。